# Love Me Back (chanson de Can Bonomo)
Pour les articles homonymes, voir Love Me Back.

Love Me Back (Aime-moi en retour) est la chanson de l'artiste turc Can Bonomo qui représente la Turquie au Concours Eurovision de la chanson 2012 à Bakou, en Azerbaïdjan.

## Eurovision 2012
La chanson est présentée le 22 février 2012 à la suite d'une sélection interne.
Elle participe à la seconde demi-finale du Concours Eurovision de la chanson 2012, le 24 mai 2012.